# Преславська сільська рада
| Преславська сільська рада — колишній орган місцевого самоврядування у Приморському районі Запорізької області з адміністративним центром у с. Преслав. Водойми на території сільради: Азовське море, р. Обіточна. Сільській раді підпорядковані населені пункти: - с. Преслав |

## Склад ради
Рада складається з 14 депутатів та голови.
Партійний склад ради: Позапартійні — 11, Аграрна Партія України — 3.